# Giuseppe Beltrami

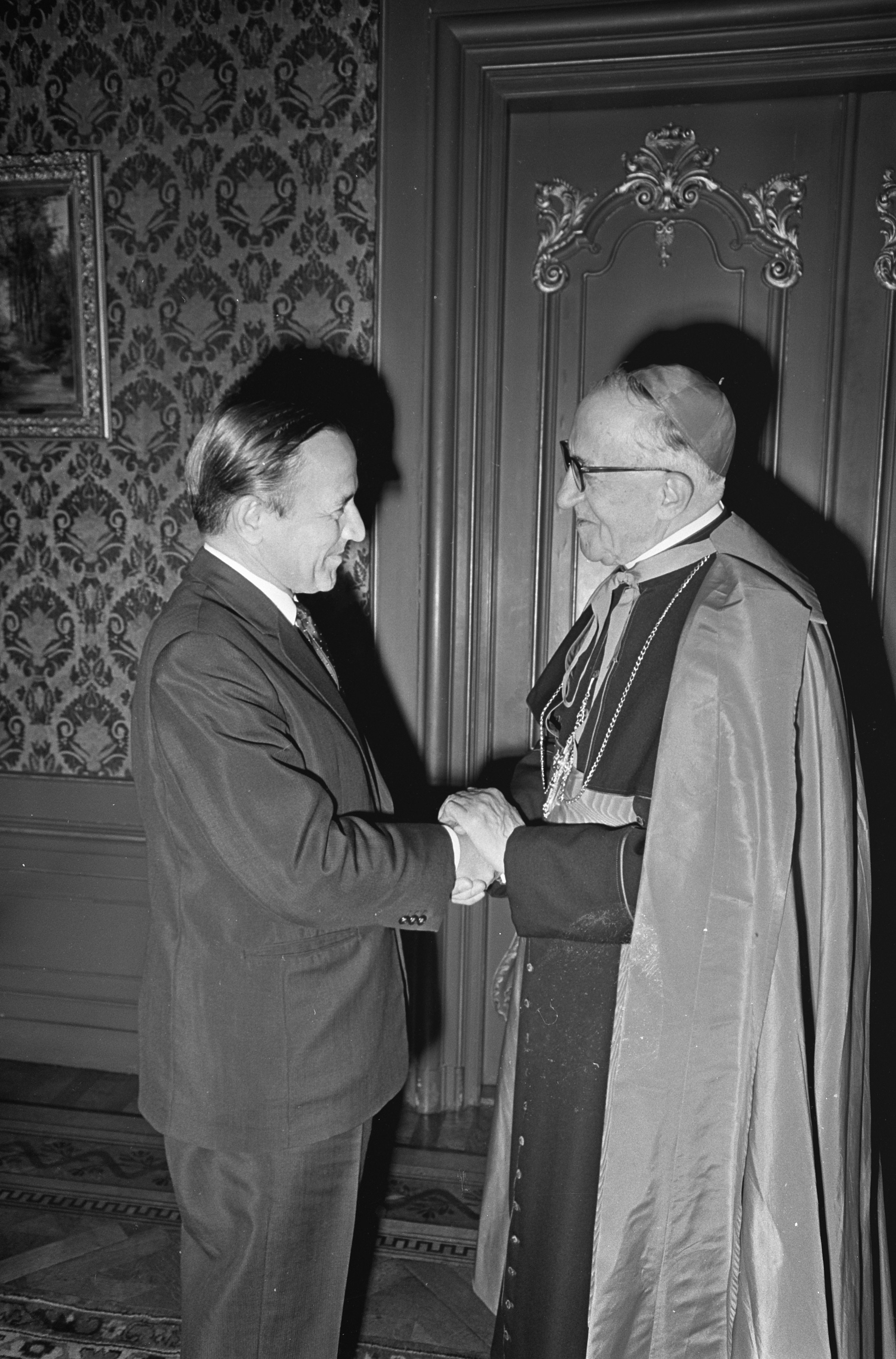
Piet de Jong (links) und Giuseppe Beltrami (1967)

 Giuseppe Kardinal Beltrami (* 17. Januar 1889 in Fossano, Provinz Cuneo, Italien; † 13. Dezember 1973 in Rom) war ein vatikanischer Diplomat.

## Leben
Beltrami studierte in Fossano und Rom die Fächer Katholische Theologie und Philosophie und empfing am 5. März 1916 die Priesterweihe. Anschließend wirkte er als Militärkaplan. Nach weiterführenden Studien trat er 1923 in die Dienste des Heiligen Stuhls, wo er zunächst drei Jahre lang in der Vatikanischen Bibliothek und von 1926 bis 1940 im Staatssekretariat mit Heiligsprechungsverfahren beschäftigt war.
1940 ernannte ihn Papst Pius XII. zum Titularerzbischof von Damascus und Apostolischen Nuntius in Guatemala und Ecuador. Die Bischofsweihe spendete ihm am 7. April 1940 in Rom Kardinalstaatssekretär Luigi Maglione; Mitkonsekratoren waren Gabriele Vettori, Erzbischof von Pisa, und Angelo Soracco, Bischof von Fossano. Weitere Stationen seiner diplomatischen Laufbahn waren Kolumbien, der Libanon und die Niederlande. Beltrami nahm in den Jahren 1962 bis 1965 am Zweiten Vatikanischen Konzil teil. Papst Paul VI. nahm ihn 1967 als Kardinalpriester mit der pro hac vice zur Titelkirche erhobenen Titeldiakonie Santa Maria Liberatrice a Monte Testaccio in das Kardinalskollegium auf.
Er starb am 13. Dezember 1973 in Rom und wurde in der Kathedrale seiner Heimatstadt Fossano beigesetzt.